# Harry Perry (directeur de la photographie)
Pour les articles homonymes, voir Harry Perry et Perry.
Harry Perry — né le 2 mai 1888 au Kansas (lieu à préciser), mort le 9 février 1985 à Los Angeles (quartier de Woodland Hills, Californie) — est un directeur de la photographie et technicien des effets visuels américain.

## Biographie
Comme directeur de la photographie, Harry Perry contribue à trente films américains (majoritairement muets, dont quelques westerns), le premier sorti en 1920 étant The Sins of Rosanne (en) de Tom Forman (avec Ethel Clayton et Jack Holt).
Par la suite, au sein de la Paramount Pictures (Famous Players-Lasky Corporation) principalement, il retrouve souvent Tom Forman, leur dernière collaboration étant Le Train de minuit (1925, avec Cullen Landis et Dorothy Devore) ; dans l'intervalle, mentionnons La Cité du silence (en) (1921, avec Thomas Meighan et Lois Wilson) et Le Repentir (1922, avec Lon Chaney, Marguerite De La Motte et Harrison Ford).
Ses trois derniers films comme directeur de la photographie sont Les Ailes de William A. Wellman (1927, avec Clara Bow et Buddy Rogers), Now We're in the Air de Frank R. Strayer (1927, avec Wallace Beery et Raymond Hatton) et Les Anges de l'enfer (1930, avec Ben Lyon, James Hall et Jean Harlow), où il s'illustre dans les prises de vues aériennes.
Le troisième lui faut en novembre 1930 une nomination (partagée avec Tony Gaudio) à l'Oscar de la meilleure photographie, non gagné.
Ultérieurement, à partir de 1933, il participe à dix-neuf autres films américains, comme technicien des effets visuels (ex. : Désir de Frank Borzage, 1936) ou chef opérateur de seconde équipe (ex. : Le Défilé de la mort de John Farrow, 1943).
Son dernier film, aux effets visuels, est Berlin Express de Jacques Tourneur, sorti en 1948, après lequel il se retire.

## Filmographie partielle

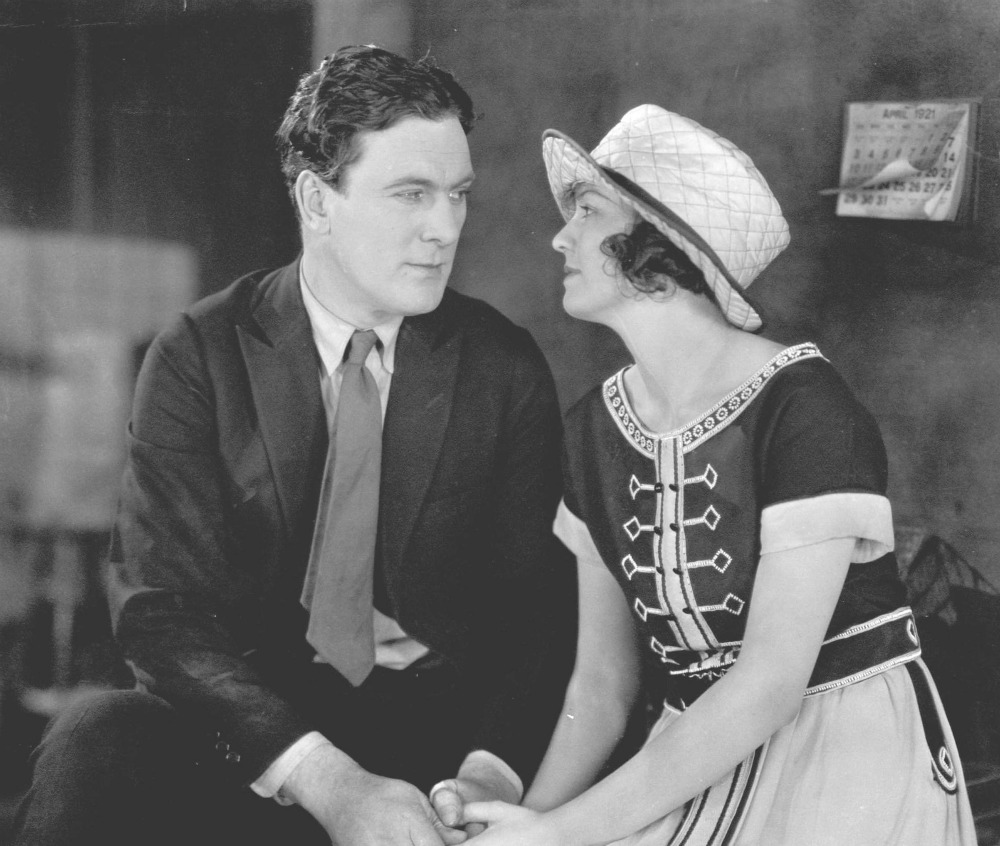
Prophète en son pays (1921) :
Thomas Meighan et Doris Kenyon

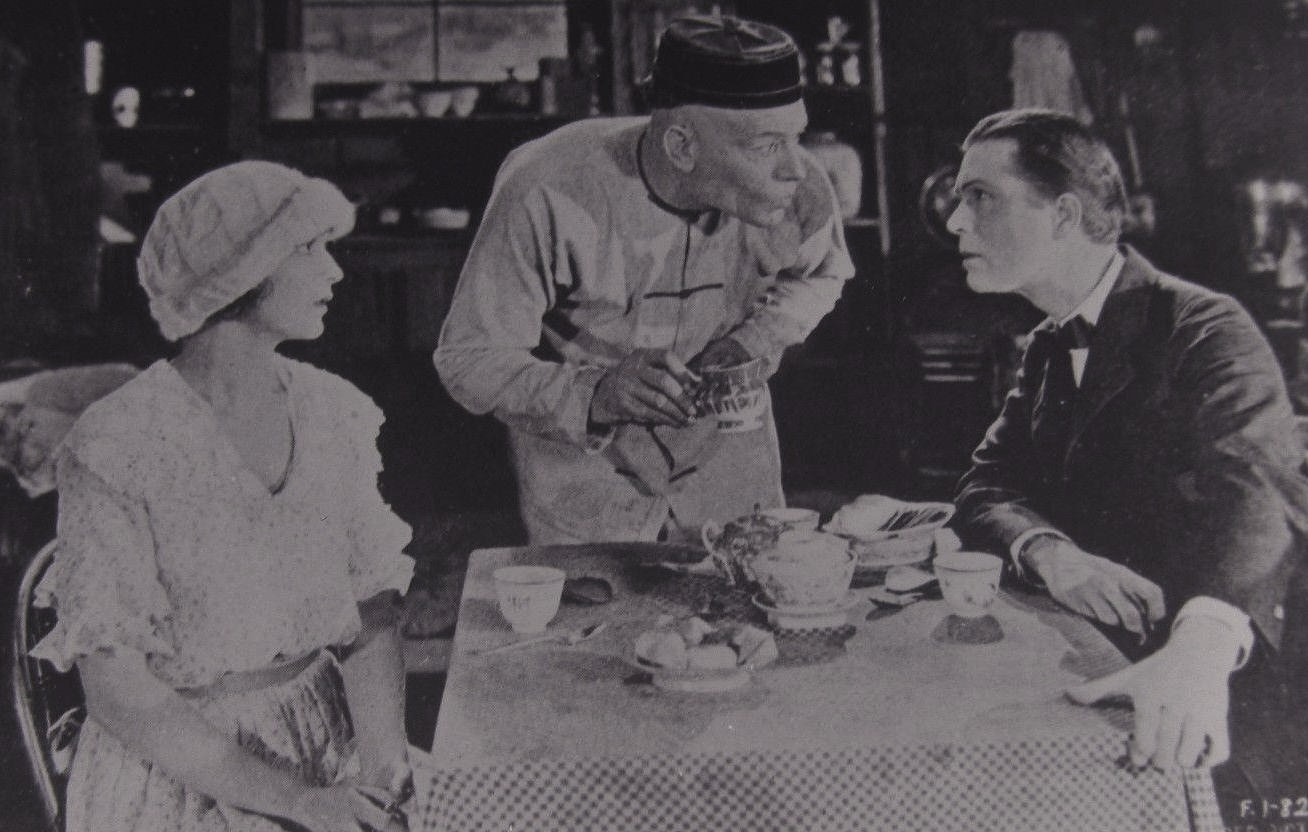
Le Repentir (1922) :
Marguerite De La Motte, Lon Chaney et Harrison Ford (de g. à d.)

### Directeur de la photographie
- 1920 : The Sins of Rosanne de Tom Forman
- 1921 : The Faith Healer de George Melford
- 1921 : La Cité du silence (The City of Silent Men) de Tom Forman
- 1921 : Prophète en son pays (The Conquest of Canaan) de Roy William Neill
- 1921 : Les Aventures du capitaine Barclay (Cappy Ricks) de Tom Forman
- 1921 : Il était un prince (A Prince There Was) de Tom Forman
- 1922 : La Justicière (The Crimson Challenge) de Paul Powell
- 1922 : Le Repentir (Shadows) de Tom Forman
- 1922 : Le Geste homicide (The Ordeal) de Paul Powell
- 1922 : Borderland de Paul Powell
- 1922 : Le Retour à la terre (en) (If You Believe It, It's So) de Tom Forman
- 1923 : Noblesse oblige (Are You a Failure?) de Tom Forman
- 1924 : The Breath of Scandal de Louis J. Gasnier
- 1924 : The Fighting American (en) de Tom Forman
- 1925 : The Mansion of Aching Hearts de James Patrick Hogan
- 1925 : Go Straight de Frank O'Connor
- 1925 : La Race qui meurt (The Vanishing American) de George B. Seitz
- 1925 : Le Train de minuit (The Midnight Flyer) de Tom Forman
- 1926 : Vaincre ou mourir (Old Ironsides) de James Cruze
- 1927 : Les Ailes (Wings) de William A. Wellman
- 1927 : Now We're in the Air de Frank R. Strayer
- 1930 : Les Anges de l'enfer (Hell's Angels) de Howard Hughes

### Autres fonctions
- 1936 : Désir (Desire) de Frank Borzage (effets visuels)
- 1936 : Ange (Angel) d'Ernst Lubitsch (effets visuels et photographie de seconde équipe)
- 1942 : La Poupée brisée (The Big Street) d'Irving Reis (photographie de seconde équipe)
- 1943 : Corvette K-225 de Richard Rosson (photographie de seconde équipe)
- 1943 : Le Défilé de la mort (China) de John Farrow (photographie de seconde équipe)
- 1945 : Sa dernière course (Salty O'Rourke) de Raoul Walsh (effets visuels)
- 1945 : Le Poison (The Lost Weekend) de Billy Wilder (effets visuels)
- 1945 : Le Club des cigognes (The Stork Club) de Hal Walker (effets visuels)
- 1948 : Berlin Express de Jacques Tourneur (effets visuels)

## Distinction
- Novembre 1930 : Nomination (partagée avec Tony Gaudio) à l'Oscar de la meilleure photographie, pour Les Anges de l'enfer.